# 佐藤二朗 (野球)
佐藤 二朗（さとう つぎお、1980年〈昭和55年〉10月25日 - ）は、ブラジル連邦サンパウロ州モジ・ダス・クルーゼス出身の元プロ野球選手（内野手、右投右打）、コーチ。
NPBでの登録名は、1999年のみツギオ佐藤（ツギオさとう）、2000年から2003年はツギオでプレーした。

## 経歴

### ヤクルト時代
父：允禧との縁もあり1999年にヤクルトスワローズに入団。
当初は非力な打撃に粗い守備が目立っていたが、徐々に弱点をカバー、二軍では主軸を打つようになる。しかし、当時のヤクルト一軍打撃陣にはロベルト・ペタジーニ、アレックス・ラミレスの二枚看板がおり、外国人投手のために枠を空けておくためにツギオは一軍に上がることができなかった。
そこで2003年シーズン中、松元ユウイチとともに日本に帰化することを決意。ブラジルの両親の許しを受け、「日本で野球がしたいから」と帰化申請を行った。しかし申請の結論が出る前の同年オフ、戦力外通告を受けた。

### 社会人時代
ヤクルトから戦力外通告を受け、シダックス野球部に入部。同部はかつてヤクルトで9年間監督を務めた野村克也を、2002年秋から監督兼GMに迎えていた。当時ヤクルトの選手人事を掌握していた丸山完二編成部長は、「野村監督の下で鍛えていただき、成長次第ではまたヤクルトとの契約もありうる」とコメントしていた。
2004年からは当時シダックスに在籍していたオレステス・キンデラン、アントニオ・パチェコの両キューバ人内野手と中軸打線を組み、2選手が体力の衰えを理由に同年中に現役を引退して帰国すると野村監督は佐藤を4番に抜擢。当初はなかなか結果が伴わなかったが、徐々に持ち前の長打力を発揮し、「4番・二塁手」のレギュラーを確保した。
2006年限りでシダックス野球部が解散。それに伴い、2007年からはヤマハに移籍。ヤマハでもクリーンナップを任された。
2010年は第81回都市対抗野球・第37回社会人野球日本選手権大会の両大会で上位進出に貢献、社会人ベストナインに選出された。
2013年3月に開催された第3回ワールド・ベースボール・クラシック(WBC)のブラジル代表にも選出された。同大会では「5番・指名打者」としてA組1回戦の日本戦では4回裏に杉内俊哉から一時は同点に追いつく適時打を放った。
2019年に野手コーチ兼任となり、同年をもって現役を引退。
2020年からは野手コーチ専任となった。
2022年限りで退部した。

## 人物
元日系ブラジル人三世で、フルネームはツギオ・レイナルド・サトウ（Tsugio Reinaldo Sato）。
父は野球ブラジル代表の監督や、ブラジルヤクルト商工がブラジルに設立したヤクルト野球アカデミーの校長を務めている佐藤允禧。叔父は元阪急ブレーブスの佐藤滋孝。兄は三菱自動車岡崎でプレーしたのち、ブラジル野球連盟副会長を務める佐藤天一郎。弟は白鷗大学・三菱ふそう川崎でプレーした後、白鷗大のコーチ・深谷組（埼玉県）の監督を経て、現在BCリーグの栃木ゴールデンブレーブスでチーム統括管理部長を務める佐藤レナン勇。

## 詳細情報

### 年度別打撃成績
- 一軍公式戦出場なし

### 表彰
- 社会人ベストナイン（2010年）
- 都市対抗野球本大会10年連続出場表彰（2016年）

### 背番号
- 42（1999年 - 2003年）

### 登録名
- ツギオ佐藤（ツギオさとう、1999年）
- ツギオ（2000年 - 2003年）

### 代表歴
- 2013 ワールド・ベースボール・クラシック・ブラジル代表